# Mihara, Hiroshima
Mihara (三原市 (Tam Nguyên thị) Mihara-shi) là một thành phố thuộc tỉnh Hiroshima, Nhật Bản.